# Покровська (Вельський район)
Покровська (рос. Покровская) — присілок в Вельському районі Архангельської області Російської Федерації.
Населення становить 70 осіб. Входить до складу муніципального утворення Аргуновське муніципальне утворення.

## Історія
Від 1937 року належить до Архангельської області.
Від 2004 року належить до муніципального утворення Аргуновське муніципальне утворення.

## Населення
| 2002 | 2010 | 2012 | 2014 |
| ---- | ---- | ---- | ---- |
| 36   | ↗48  | ↗62  | ↗70  |